# ابراهیم بن دائود
ابراهیم بن دائود یا ابراهیم بن داوود ستاره‌شناس، تاریخ‌نویس، فیلسوف و دین‌شناس اسپانیایی یهودی بود. ابراهیم در سال ۱۱۱۰ در اسپانیا زاده شد؛ و بر اساس گزارش‌ها در سال ۱۱۸۰ کشته شد. او را گاه به اختصار رباد اول خوانده‌اند. وی ظاهراً در قرطبه به تحصیلات دینی روی آورده‌است و در آن‌جا به زبان عربی و عبری تسلط یافته‌است. وی از مترجمان متون یهودی از عبری به عربی و از عبری به لاتین بود. کتاب سرچشمه حیات نوشته سلیمان بن گبیرول از جمله متونی بود که ابراهیم بن دائود ترجمه نمود. ابن دائود پزشک نیز بود و علاوه بر آن در نگاشتن کتب سنت و هقبالا نیز دست داشت.
مشهورترین کتاب فلسفی ابن دائود، کتاب ایمان متعالی، امونا راما، در سال ۱۱۶۰ نگاشته شد؛ اگر چه متن اصلی موجود نیست، ولی ترجمه‌های عبری این اثر متعلق به قرن چهاردهم میلادی، توسط سموئیل بن موطوط و به پیشنهاد اسحق بن شسط انجام گرفت. کتاب ایمان متعالی تأثیر کمی بر فلاسفه قرون وسطا که بر زبان عبری آشنا نبودند، داشت و کتاب دلالةالحائرین نوشته ابن‌میمون که چند سال بعد نوشته شد، آن را تحت‌الشعاع قرار داد.